# 잉에 2세 (노르웨이)

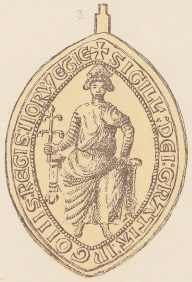

잉에 2세(노르웨이어: Inge II, 1185년 ~ 1217년 4월 23일) 또는 잉에 보르손(노르웨이어: Inge Bårdsson, 고대 노르드어: Ingi Bárðarson)은 노르웨이의 국왕(재위: 1204년 ~ 1217년 4월 23일)이다. 고드윈가 출신이다.

## 생애
트뢰넬라그 출신의 귀족인 보르 구토름손(Bård Guttormsson)과 그의 아내인 세실리아 시구르스다테르(Cecilia Sigurdsdatter) 사이에서 태어났다. 1204년 8월 구토름 시구르손 국왕이 사망하면서 노르웨이의 국왕으로 즉위했다.
1208년 로갈란주(Rogaland) 크비최위(Kvitsøy)에서 필리프 시몬손(Philip Simonsson), 호콘 호콘손과 함께 평화 조약을 체결하면서 노르웨이 내전을 종식시켰다. 1217년 4월 23일에 사망했으며 노르웨이의 왕위는 호콘 호콘손이 승계받았다.
| 전임 구토름 시구르손 | 노르웨이의 국왕 1204년 ~ 1217년 4월 23일 | 후임 호콘 4세 |